# Supertaça Cândido de Oliveira 2000
La Supertaça Cândido de Oliveira 2000 è stata la 22ª edizione di tale edizione, l'annuale incontro di apertura della stagione calcistica portoghese che vede di fronte i vincitori della Primeira Liga della stagione precedente e della Taça de Portugal (o la finalista di quest'ultima in caso il vincitore di campionato e coppa coincidano).
Nella Supercoppa del 2000 si affrontarono lo Sporting Lisbona (campione della Primeira Liga 1999-00) e il Porto, detentore della Taça de Portugal.
La gara d'andata, disputata allo Stadio das Antas di Oporto, vide le squadre pareggiare 1-1. Anche il ritorno, giocato a gennaio 2001 all'Alvalade di Lisbona, si concluse con un pareggio, questa volta a reti bianche.
Visti i due pareggi, si dovette organizzare un match di ripetizione il 16 maggio 2001 sul campo neutro dello Stadio Città di Coimbra. Nel replay si impose lo Sporting Lisbona con un gol dell'argentino Acosta, già autore di una rete nella gara d'andata. Per i Leões si tratta del quarto successo in Supercoppa di Portogallo nella loro storia.

## Le squadre
| Squadre          | Qualificazione                             | Partecipazioni precedenti (il grassetto indica la vittoria)                                               |
| ---------------- | ------------------------------------------ | --- |
| Sporting Lisbona | Vincitore della Primeira Liga 1999-2000    | 5 (1944, 1980, 1982, 1987, 1995)                                                                          |
| Porto            | Vincitore della Taça de Portugal 1999-2000 | 17 (1979, 1981, 1983, 1984, 1985, 1986, 1988, 1990, 1991, 1992, 1993, 1994, 1995, 1996, 1997, 1998, 1999) |

## Tabellini

### Andata
| Arbitro: | Pratas (Évora) |

|              |           |            |
| Aleničev 89’ | Marcatori | 60’ Acosta |

| Porto | Sporting |

#### Formazioni
| Porto           |    |                   |     |     |
|                 |    |                   |     |     |
| P               | 55 | Sergej Ovčinnikov |     |     |
| D               | 3  | Fernando Nélson   |     |     |
| D               | 2  | Jorge Costa ()    |     |     |
| D               | 33 | Ricardo Silva     |     |     |
| D               | 22 | Rubens Júnior     |     |     |
| C               | 25 | Cândido Costa     |     | 72’ |
| C               | 18 | Carlos Chaínho    |     | 72’ |
| C               | 20 | Paulinho Santos   | 83’ |     |
| C               | 15 | Dmitrij Aleničev  |     |     |
| A               | 11 | Ljubinko Drulović |     |     |
| A               | 9  | Domingos          |     | 79’ |
| Sostituti:      |    |                   |     |     |
| C               | 8  | Miran Pavlin      |     | 72’ |
| C               | 28 | Clayton           |     | 79’ |
| A               | 27 | Romeu             |     | 72’ |
| Allenatore:     |    |                   |     |     |
| Fernando Santos |    |                   |     |     |

| Sporting Lisbona |    |                  |  |     |
|                  |    |                  |  |     |
| P                | 1  | Peter Schmeichel |  |     |
| D                | 29 | César Prates     |  |     |
| D                | 22 | Beto ()          |  |     |
| D                | 50 | André Cruz       |  |     |
| D                | 23 | Rui Jorge        |  |     |
| C                | 13 | Pavel Horváth    |  |     |
| C                | 17 | Paulo Bento      |  |     |
| C                | 18 | Bino             |  |     |
| C                | 10 | Edmílson         |  | 84’ |
| C                | 25 | João Pinto       |  | 89’ |
| A                | 11 | Alberto Acosta   |  |     |
| Sostituti:       |    |                  |  |     |
| D                | 3  | Dimas            |  | 89’ |
| A                | 48 | Mbo Mpenza       |  | 84’ |
| Allenatore:      |    |                  |  |     |
| Augusto Inácio   |    |                  |  |     |

### Ritorno
| Lisbona 31 gennaio 2001 Ritorno | Sporting Lisbona | 0 – 0 referto | Porto | Stadio José Alvalade\| Arbitro: \| Costa (Lisbona) \| |
| Arbitro:                        | Costa (Lisbona)  |               |       |                                                       |

| Sporting | Porto |

#### Formazioni
| Sporting Lisbona |    |                  |  |     |
|                  |    |                  |  |     |
| P                | 1  | Peter Schmeichel |  |     |
| D                | 2  | Quim Berto       |  |     |
| D                | 22 | Beto             |  | 46’ |
| D                | 50 | André Cruz       |  |     |
| D                | 23 | Rui Jorge        |  |     |
| C                | 25 | João Pinto       |  |     |
| C                | 8  | Pedro Barbosa () |  | 80’ |
| C                | 17 | Paulo Bento      |  |     |
| C                | 20 | Rodrigo Tello    |  |     |
| A                | 11 | Alberto Acosta   |  |     |
| A                | 48 | Mbo Mpenza       |  | 57’ |
| Sostituti:       |    |                  |  |     |
| C                | 13 | Pavel Horváth    |  | 46’ |
| C                | 14 | Toñito           |  | 80’ |
| A                | 19 | Jovan Kirovski   |  | 57’ |
| Allenatore:      |    |                  |  |     |
| Manuel Fernandes |    |                  |  |     |

| Porto           |    |                  |         |     |
|                 |    |                  |         |     |
| P               | 44 | Pedro Espinha    |         |     |
| D               | 22 | Rubens Júnior    |         | 57’ |
| D               | 4  | Aloísio ()       |         |     |
| D               | 13 | Jorge Andrade    |         |     |
| D               | 30 | Esquerdinha      |         |     |
| C               | 20 | Paulinho Santos  | 2’, 54’ |     |
| C               | 5  | Carlos Paredes   |         |     |
| C               | 10 | Deco             |         |     |
| C               | 15 | Dmitrij Aleničev |         |     |
| C               | 23 | Silvio Marić     |         | 57’ |
| A               | 21 | Capucho          |         | 89’ |
| Sostituti:      |    |                  |         |     |
| C               | 6  | Emílio Peixe     |         | 57’ |
| C               | 25 | Cândido Costa    |         | 89’ |
| A               | 31 | Pena             |         | 57’ |
| Allenatore:     |    |                  |         |     |
| Fernando Santos |    |                  |         |     |

### Ripetizione

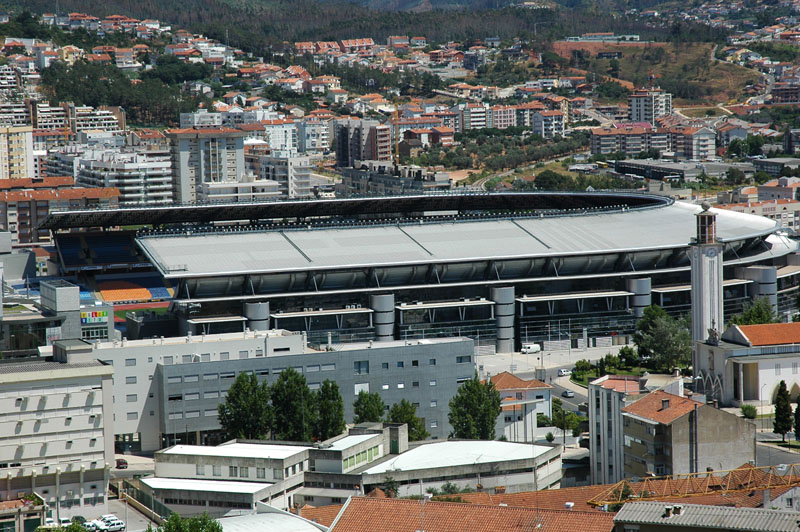
Lo Stadio Città di Coimbra, impianto neutro in cui si decise di giocare l'incontro di ripetizione

| Arbitro: | Rodrigues (Viseu) |

|  |           |            |
|  | Marcatori | 31’ Acosta |

| Porto | Sporting |

#### Formazioni
| Porto           |    |                   |     |     |
|                 |    |                   |     |     |
| P               | 55 | Sergej Ovčinnikov |     |     |
| D               | 7  | Carlos Secretário |     |     |
| D               | 2  | Jorge Costa ()    | 75’ |     |
| D               | 13 | Jorge Andrade     |     |     |
| D               | 3  | Fernando Nélson   |     | 83’ |
| C               | 5  | Carlos Paredes    |     |     |
| C               | 10 | Deco              |     |     |
| C               | 28 | Clayton           |     |     |
| A               | 21 | Capucho           |     |     |
| A               | 29 | António Folha     |     | 55’ |
| A               | 31 | Pena              |     |     |
| Sostituti:      |    |                   |     |     |
| C               | 25 | Cândido Costa     |     | 83’ |
| A               | 27 | Romeu             |     | 55’ |
| Allenatore:     |    |                   |     |     |
| Fernando Santos |    |                   |     |     |

| Sporting Lisbona |    |                  |     |     |
|                  |    |                  |     |     |
| P                | 1  | Peter Schmeichel |     |     |
| D                | 29 | César Prates     |     |     |
| D                | 15 | Hugo             |     | 68’ |
| D                | 22 | Beto             | 73’ |     |
| D                | 50 | André Cruz       |     |     |
| D                | 23 | Rui Jorge        |     |     |
| C                | 8  | Pedro Barbosa () |     |     |
| C                | 17 | Paulo Bento      |     |     |
| C                | 25 | João Pinto       |     |     |
| A                | 7  | Ricardo Sá Pinto |     | 85’ |
| A                | 11 | Alberto Acosta   |     | 75’ |
| Sostituti:       |    |                  |     |     |
| D                | 5  | Phil Babb        |     | 68’ |
| C                | 13 | Pavel Horváth    |     | 85’ |
| A                | 28 | Rodrigo Fabri    |     | 75’ |
| Allenatore:      |    |                  |     |     |
| Manuel Fernandes |    |                  |     |     |